# 총대리
총대리(總代理, 라틴어: Vicarius Generalis)는 교구 행정에 있어서 교구장의 임의 대리이다. 교회법상 총대리는 교구장이 임의로 임명하는 성직자로서 특별히 교구장의 통상적인 재치권을 교구 전체에 행사할 수 있다. 따라서 총대리는 교구장이 보류한 사항 내지는 교구장의 특별한 위임을 필요로 하는 사항을 제외하면 교구 내에서 교구장 다음 또는 그와 동등한 권위를 갖고 있다. 총대리는 보통 사제이지만, 교구 내에 계승권을 지닌 부교구장 주교가 있는 경우에는 반드시 그를 총대리로 임명해야 하며, 부교구장이 없고 보좌주교만 있을 경우에도 그를 총대리로 임명하는 것을 권고하고 있다. 교구장 주교가 사망하거나 사임할 경우 총대리의 권한도 그가 주교가 아닌 사제인 경우 자동으로 정지된다.